# Kirsi Ranto
Kirsi Marianne Ranto (Jalasjärvi, 17 agosto 1978) è una cantante finlandese.

## Biografia
Kirsi Ranto è salita alla ribalta nel 1998, con la sua incoronazione a regina al festival del tango finlandese Seinäjoen Tangomarkkinat. La vittoria alla rassegna le ha fruttato un contratto discografico con la MTV-Musiikki, su cui ha pubblicato il suo album di debutto eponimo l'anno successivo. Nel 2001 il suo secondo album Kesytön ha visto il suo primo ingresso nella classifica finlandese al 29º posto.

## Discografia

### Album
- 1999 - Kirsi Ranto
- 2001 - Kesytön
- 2003 - 03
- 2007 - Kotimatka
- 2010 - Läikytät mua
- 2011 - Ja niin joulu tulla saa

### Raccolte
- 2005 - Soitellaan - Kaikki parhaat

### Singoli
- 1998 - Sydämen lyönnit
- 1998 - Meren yö
- 1998 - Ciao Romero
- 1998 - Kuin unessa mä oisin (con Jouni Keronen)
- 2000 - Margarita
- 2000 - Soitellaan
- 2001 - Siihen kaksi tarvitaan
- 2003 - Vie pois
- 2003 - Ei jaksa kiinnostaa
- 2003 - Onnenpäivät
- 2004 - En sua mielestäni saa
- 2007 - Mielenrauhaa
- 2007 - Siivet
- 2010 - Rakkauden pakotie